# Tristan de Lange
Tristan de Lange (* 15. Juni 1997 in Windhoek) ist ein namibischer Radsportler. Er gilt als einer der besten afrikanischen Mountainbiker.
De Lange gewann zuletzt 2018 zwei Rennen, darunter die namibische Radsportmeisterschaft XC. Bei den Afrikaspielen 2019 gewann De Lange zweifach Gold.
Er ersetzte bei den Olympischen Sommerspielen 2020 in Tokio Dan Craven im Straßenrennen, der aufgrund eines positiven COVID-19-Tests nicht anreisen durfte.

## Erfolge
2012
- Namibischer Jugendmeister – Straßenrennen

2013
- Namibischer Jugendmeister – Straßenrennen Einzelzeitfahren
- Namibischer Jugendmeister – Straßenrennen

2015
- Namibischer Jugendmeister – Straßenrennen Einzelzeitfahren
- Namibischer Jugendmeister – Straßenrennen
- Matchless-Straßenrennen, Windhoek
- Junioren-Straßenrennen, Mankele
- Afrikanischer Juniorenmeister – Mountainbike XC

2016
- Namibischer U23-Meister – Mountainbike XC

2017
- Afrikanischer U23-Meister – Mountainbike XC

2018
- Namibischer Meister – Mountainbike XC
- MTB Marathon Series – Mountainbike XC

2019
- Gold Afrikaspiele 2019 – Mountainbike
- Gold Afrikaspiele 2019 – Mountainbike-Marathon

2020
2021
- Desert Dash

2023
- Namibischer Meister – Straßenrennen